# Eğirdir
Eğirdir (turecky Eğirdir Gölü) je jezero v provincii Isparta v jihozápadním Turecku. Nachází se na severozápadních výběžcích pohoří Tavr v mezihorské kotlině. Má rozlohu 468 km². Je 50 km dlouhé a 5 km široké. Leží v nadmořské výšce 916 m a dosahuje maximální hloubky 16 m.

## Pobřeží
Jižní břehy jsou srázné. V severní části (separovaná část jezera Chojran) jsou břehy mírné.

## Vodní režim
Voda je sladká, i když jezero nemá povrchový odtok. Předpokládá se podzemní odtok přes krasové dutiny.